# 福田明子
福田 明子（ふくだ あきこ、1982年7月13日 - ）は神奈川県出身の女性ファッションモデル、女優。レプロエンタテインメント所属。

## 来歴・人物
ファッション雑誌「セブンティーン」「non-no」「MORE」（すべて集英社）の専属モデルを経験。
モデル以外ではMTVジャパンの音楽番組でVJとして出演。2003年にはショートムービー「巡査と夏服」で本格的な女優デビューを果たす。2006年に公開された初主演映画「全身と小指」ではヌードシーンにも挑戦し、話題となった。
幼少期を海外で過ごし、 英語はネイティブレベル。

## 出演

### テレビ
- M size（MTV）司会
- 日立 世界・ふしぎ発見! （TBS、2011年12月17日）ミステリーハンター

### ラジオ
- NTT東日本 FLET’S光 presents FRESH VISION（TOKYO FM、毎週金曜 20:00 - 20:55）
- MOTHER MUSIC RECORDS 2004年度ナビゲーター（TOKYO FM、毎週月曜 - 木曜 22:00 - 23:55）

### 映画
- 巡査と夏服（2003年）ショートムービー　ヒロイン役
- 全身と小指（2006年）ヒロイン役

### 雑誌
- セブンティーン（集英社）
- non-no（集英社）
- MORE（集英社）

※全て過去に専属モデルとして活動。2011年末現在は、専属モデルとしての（ファッション誌の）登場はない。

### その他
- 千里国際学園5期卒業